# Marplena designina
Marplena designina is een vlinder uit de familie eenstaartjes (Drepanidae). De wetenschappelijke naam van deze soort is voor het eerst geldig gepubliceerd in 1973 door Lane.
De soort komt voor in tropisch Afrika.